# Конесарык
Конесарык (каз. Көнесарық) — село в Толебийском районе Туркестанской области Казахстана. Входит в состав Каскасуйского сельского округа. Код КАТО — 515855400.

## Население
В 1999 году население села составляло 1336 человек (699 мужчин и 637 женщин). По данным переписи 2009 года, в селе проживали 1094 человека (557 мужчин и 537 женщин).